# Geghasar
Geghasar (en arménien Գեղասար ) est une communauté rurale du marz de Lorri en Arménie. En 2008, elle compte 925 habitants.